# یول‌اوستو (مرزیفون)
یول‌اوستو (به ترکی استانبولی: Yolüstü) یک منطقهٔ مسکونی در ترکیه است که در مرزیفون واقع شده‌است.